# Martin Schröter
Martin Schröter (* 1918; † 1991) war ein deutscher evangelischer Theologe und Studentenpfarrer.

## Leben
Schröter war der Sohn einer Lehrerin und eines deutsch-konservativen, der Bekennenden Kirche angehörenden Pfarrers in Breslau. Er erlangte nach dem Besuch der Volksschule und der Absolvierung eines Breslauer Gymnasiums seine Hochschulreife. Seit 1937 diente er als Soldat in der Wehrmacht, nahm am Krieg gegen die Sowjetunion teil und wurde dabei verwundet. Nach seiner Wiederherstellung und nachdem Deutschland durch alliierte Truppen befreit worden war, studierte er Evangelische Theologie und wurde zum Pfarrer ordiniert. Er wirkte zunächst in einem Dorf in Baden, dann in Heidelberg und später in Dortmund.
In seiner ersten Pfarrstelle gehörte Schröter zu den Mitbegründern des Ortsvereins der CDU, verließ diese jedoch nach den Diskussionen über die Wiederbewaffnung und wechselte zur SPD. Seit 1958 war er Mitglied und von 1971 bis 1974 war er auch der Vorsitzende der Evangelischen Arbeitsgemeinschaft für Kriegsdienstverweigerung und Frieden(EAK). Er ging noch über den bisher in der Kirche üblichen individualpazifistischen Ansatz hinaus. Er erklärte den zivilen Ersatzdienst zum zukunftgestaltenden Dienst, grenzte ihn ganz vom militärischen Dienst ab und bezeichnete ihn als eigentlichen Friedensdienst:

„Der Friedensdienst ohne Waffen will Dienst für morgen sein … Wir kennen die Feinde von morgen: Hunger und wirtschaftliche Unterentwicklung, Intoleranz und Diskriminierung, Analphabetentum und Bevölkerungsexplosion. Gegen diese Feinde helfen keine Waffen … Zweimal hat unser Jahrhundert eine Generalmobilmachung für den Weltkrieg erlebt.“

In dem Heft Nr. 120 der Zeitschrift Theologische Existenz heute von 1965 hatte Schröter zwei Beiträge verfasste. Darin wollte er die Kriegsdienstverweigerung von dem Image befreien, sie sei die Privatangelegenheit des individuellen Gewissens ohne politische Relevanz und im Grunde auch ohne Beteiligung an politischer Verantwortung.

„Das Nein zum Kriegsdienst ist … ein Teil des umfassenden Ja zum Frieden. Die Ausgangsfrage lautet: Was haben wir zu tun in einer Welt, die es – um des Fortbestehens der Menschheit willen – lernen muss, ohne Krieg zu leben?“ Die Kriegsdienstverweigerer antworten darauf: „Wir gehen der Entwicklung um einen Sprung in die Zukunft voraus. Wir tun heute schon das, was morgen alle tun sollten, tun dürfen: Wir leisten keinen Kriegsdienst mehr. Wir verpflichten uns nur noch für einen Dienst, der eindeutig dem Frieden dient.“

In seinem zweiten Beitrag, der dem Ersatzdienst gewidmet ist, plädierte Schröter dafür, dass dieser Dienst der Motivation der Kriegsdienstverweigerung entsprechend als Friedensdienst verstanden, konzipiert und gestaltet wird. Er fordert eine Politisierung des ZED in diesem Sinne. Politik und Öffentlichkeit müssten die politische Funktion dieses Dienstes begreifen. Auch der Namensvorschlag „Ziviler Friedensdienst“ findet sich schon. (Zitate 64–71).
Seit Gründung der Christlichen Friedenskonferenz im Jahr 1958 arbeitete er dort; er verließ sie allerdings 1969. Auch an den seit 1961 organisierten Ostermärschen gegen die Atomwaffen beteiligte er sich aktiv. Er gehörte zu dem Personenkreis, der zu dieser Protestaktion aufrief.
Martin Schröter versah von 1956 bis 1965 den Dienst des Studentenpfarrers an der Universität Heidelberg. In diesem Zusammenhang wurde er auch Vorsitzender der evangelischen Studentenpfarrerkonferenz. 1964 erschien eine Sammlung seiner Predigten in den Heidelberger Universitätsgottesdiensten, der der bekannte Alttestamentler Gerhard von Rad ein Vorwort voranstellte.
Danach wurde er Pfarrer in Dortmund. Eine seiner Pfarrstellen war die damals neu entstehende Evangelische Shalom-Kirchengemeinde in Dortmund-Neuscharnhorst. Hier kam es zu einem aufsehenerregenden Eklat wegen eines satirisch gemeinten Artikels in dem von ihm herausgegebenen Kirchenblatt Nr. 16/1972. Darin hatte der Pastor ein Kinder-Manifest abgedruckt, das im Sprachduktus des Kommunistischen Manifests zum Kinderprotest gegen jene gepflegten Grünanlagen aufrief, wo eigentlich für spielende Kinder Spiel- und Tobeplätze angelegt werden sollten. Nach mehreren Gerichtsverfahren, die durch vier Instanzen gingen, wurde er schließlich freigesprochen. Nach vorläufiger Suspendierung vom Dienst durch die Kirchenbehörde und anfänglicher Bestrafung mit einer hohen Geldbuße sprach ihn letztendlich das Oberlandesgericht von Hamm 1975 frei.
Schröter war bis 1974 Mitglied im EKD-Ausschuss Kriegsdienstverweigerung. Außerdem war er in der Behinderten-Hilfe tätig. Seit 1976 war er Synodalbeauftragter für Kriegsdienstverweigerung und Zivildienst. Sozialpolitisch engagierte er sich in der Nikaragua-Solidarität.

## Veröffentlichungen
- Mut zur Liebe. Berlin: Verlag Käthe Vogt 1962 (unterwegs; 17)
- Biblisches und politisches Friedenszeugnis Usingen/Taunus: Verlag Dt. Mennonitisches Friedenskomitee 1963 (Der Weg des Friedens Band 8)
- Verkündigung in der Studentengemeinde: zwölf Predigten. Göttingen: Vandenhoeck & Ruprecht 1964 (Pflüget ein Neues; H. 13/14)
- Kriegsdienstverweigerung als christliche Entscheidung. München: Chr. Kaiser 1965 (Theologische Existenz heute, N.F. Heft 120)
- Hat der Friedensdienst in der Bundesrepublik eine Chance? Verlag Junge Kirche 1971
- Held oder Mörder? Bilanz eines Soldaten Adolf Hitlers. Wuppertal: P. Hammer, 1991 (Reihe Hambach) ISBN 3-87294-448-7